# Seden
Seden is een plaats in de Deense regio Zuid-Denemarken, gemeente Odense. De plaats telt ca 200 inwoners (2008).

## Station

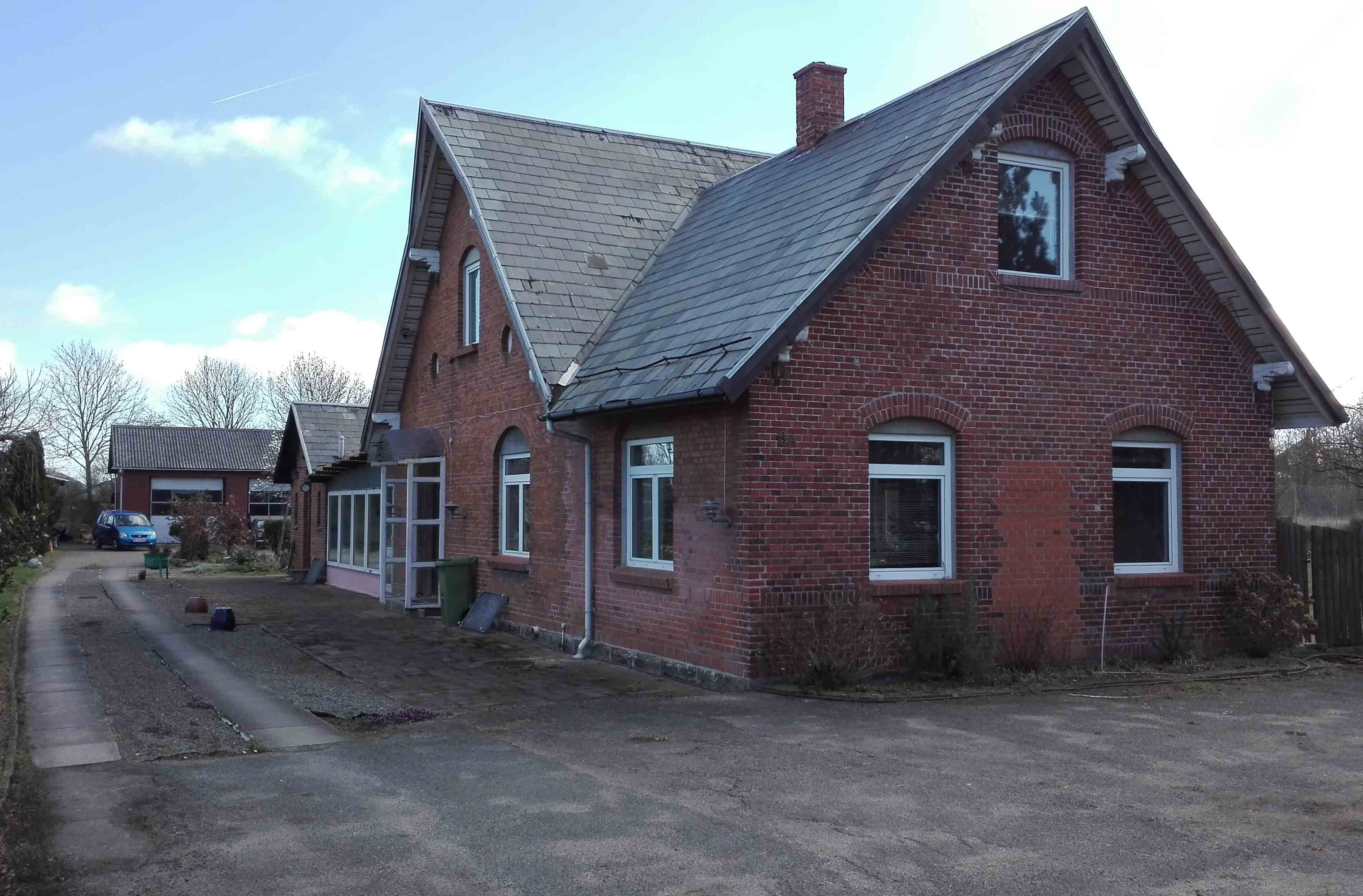
Voormalig station

Seden ligt aan de voormalige spoorlijn Odense - Martofte. De spoorlijn sloot al in 1966, maar het stationsgebouw is nog steeds aanwezig.